# Heinrich Burkowitz
Heinrich Burkowitz (Hermann Heinrich Burkowitz; * 31. Januar 1892 in Berlin; † 31. Mai 1915 in Romans-sur-Isère) war ein deutscher Sprinter, der sich auf den 400-Meter-Lauf spezialisiert hatte.
Bei den Olympischen Spielen 1912 in Stockholm schied er über 400 Meter und in der 4-mal-400-Meter-Staffel im Vorlauf aus.
Seine persönliche Bestzeit von 50,0 s stellte er 1914 auf.